# Olympische Sommerspiele 2024/Teilnehmer (Tunesien)
| Gelbes Symbol für Goldmedaillen mit stilisierten Olympischen Ringen | Graues Symbol für Silbermedaillen mit stilisierten Olympischen Ringen | Braundes Symbol für Bronzemedaillen mit stilisierten Olympischen Ringen |
| ------------------------------------------------------------------- | --------------------------------------------------------------------- | ----------------------------------------------------------------------- |
| 1                                                                   | 1                                                                     | 1                                                                       |

Tunesien nahm an den Olympischen Spielen 2024 vom 26. Juli bis zum 11. August 2024 in Paris mit 26 Athleten (12 Männer, 14 Frauen) teil. Es war die insgesamt 16. Teilnahme an Olympischen Sommerspielen.

## Medaillen

### Medaillenspiegel
| Rang   | Sportart  | Gold | Silber | Bronze | Gesamt |
| ------ | --------- | ---- | ------ | ------ | ------ |
| 1      | Taekwondo | 1    | 1      | –      | 2      |
| 2      | Fechten   | –    | –      | 1      | 1      |
| Gesamt | Gesamt    | 1    | 1      | 1      | 3      |

### Medaillengewinner
| Name/n                  | Sportart  | Wettkampf        |
| ----------------------- | --------- | ---------------- |
| Gold                    |           |                  |
| Firas Katoussi          | Taekwondo | Klasse bis 80 kg |
| Silber                  |           |                  |
| Farès Ferjani           | Fechten   | Säbel Einzel     |
| Bronze                  |           |                  |
| Mohamed Khalil Jendoubi | Taekwondo | Klasse bis 58 kg |

## Teilnehmer nach Sportarten

### Bogenschießen
Beim afrikanischen Qualifikationsturnier im heimischen Nabeul konnte ein Startplatz für den Einzelwettbewerb der Frauen erreicht werden.
| Athleten      | Wettbewerb | Qualifikation | Qualifikation | 1. Runde | 1. Runde | 2. Runde      | 2. Runde      | Achtelfinale  | Achtelfinale  | Viertelfinale | Viertelfinale | Halbfinale    | Halbfinale    | Finale / Platz 3 | Finale / Platz 3 | Rang |
| Athleten      | Wettbewerb | Ringe         | Rang          | Gegner   | Ergebnis | Gegner        | Ergebnis      | Gegner        | Ergebnis      | Gegner        | Ergebnis      | Gegner        | Ergebnis      | Gegner           | Ergebnis         | Rang |
| ------------- | ---------- | ------------- | ------------- | -------- | -------- | ------------- | ------------- | ------------- | ------------- | ------------- | ------------- | ------------- | ------------- | ---------------- | ---------------- | ---- |
| Frauen        |            |               |               |          |          |               |               |               |               |               |               |               |               |                  |                  |      |
| Rihab Elwalid | Einzel     | 593           | 62            | Yang X.  | 3:7      | ausgeschieden | ausgeschieden | ausgeschieden | ausgeschieden | ausgeschieden | ausgeschieden | ausgeschieden | ausgeschieden | ausgeschieden    | ausgeschieden    | 33   |

### Boxen
Beim afrikanischen Qualifikationsturnier in Dakar qualifizierte sich Khouloud Hlimi im Federgewicht der Frauen für die Olympischen Spiele.
| Athleten       | Wettbewerb       | 1. Runde  | 1. Runde | Achtelfinale  | Achtelfinale  | Viertelfinale | Viertelfinale | Halbfinale    | Halbfinale    | Finale        | Finale        | Rang |
| Athleten       | Wettbewerb       | Gegner    | Ergebnis | Gegner        | Ergebnis      | Gegner        | Ergebnis      | Gegner        | Ergebnis      | Gegner        | Ergebnis      | Rang |
| -------------- | ---------------- | --------- | -------- | ------------- | ------------- | ------------- | ------------- | ------------- | ------------- | ------------- | ------------- | ---- |
| Frauen         |                  |           |          |               |               |               |               |               |               |               |               |      |
| Khouloud Hlimi | Klasse bis 57 kg | E. Yıldız | 0:5      | ausgeschieden | ausgeschieden | ausgeschieden | ausgeschieden | ausgeschieden | ausgeschieden | ausgeschieden | ausgeschieden | 9    |

### Fechten
Als bester, nicht über die Mannschaft qualifizierter, Säbelfechter Afrikas qualifizierte sich Farès Ferjani für den olympischen Wettbewerb. Durch ihren Sieg beim afrikanischen Qualifikationsturnier in Algier ging auch Yasmine Daghfous im Säbelfechten der Frauen an den Start.
| Athleten         | Wettbewerb   | 1. Runde    | 1. Runde | 2. Runde  | 2. Runde | Achtelfinale  | Achtelfinale  | Viertelfinale | Viertelfinale | Halbfinale / Klassifikation | Halbfinale / Klassifikation | Finale / Platzierung | Finale / Platzierung | Rang   |
| Athleten         | Wettbewerb   | Gegner      | Ergebnis | Gegner    | Ergebnis | Gegner        | Ergebnis      | Gegner        | Ergebnis      | Gegner                      | Ergebnis                    | Gegner               | Ergebnis             | Rang   |
| ---------------- | ------------ | ----------- | -------- | --------- | -------- | ------------- | ------------- | ------------- | ------------- | --------------------------- | --------------------------- | -------------------- | -------------------- | ------ |
| Frauen           |              |             |          |           |          |               |               |               |               |                             |                             |                      |                      |        |
| Yasmine Daghfous | Säbel Einzel | Z. N. Kehli | 15:12    | S. Balzer | 9:15     | ausgeschieden | ausgeschieden | ausgeschieden | ausgeschieden | ausgeschieden               | ausgeschieden               | ausgeschieden        | ausgeschieden        | 31     |
| Männer           |              |             |          |           |          |               |               |               |               |                             |                             |                      |                      |        |
| Farès Ferjani    | Säbel Einzel | Freilos     | Freilos  | Gu B.-g.  | 15:8     | C. Gémesi     | 15:14         | Shen C.       | 15:14         | Z. El-Sissy                 | 15:11                       | Oh S.-u.             | 11:15                | Silber |

### Gewichtheben
Als kontinentaler Vertreter Afrikas qualifizierte sich Karem Ben Hnia über die olympische Qualifikationsrangliste im Leichtgewicht der Männer.
| Athleten       | Wettbewerb       | Reißen  | Reißen | Stoßen  | Stoßen | Zweikampf | Zweikampf | Rang |
| Athleten       | Wettbewerb       | Gewicht | Rang   | Gewicht | Rang   | Gewicht   | Rang      | Rang |
| -------------- | ---------------- | ------- | ------ | ------- | ------ | --------- | --------- | ---- |
| Männer         |                  |         |        |         |        |           |           |      |
| Karem Ben Hnia | Klasse bis 73 kg | 149 kg  | 8      | 181 kg  | 8      | 330 kg    | 8         | 8    |

### Judo
Über die IJF-Weltrangliste konnten sich zwei tunesische Judokas qualifizieren.
| Athleten        | Wettbewerb        | 1. Runde    | 1. Runde | 2. Runde      | 2. Runde      | Achtelfinale  | Achtelfinale  | Viertelfinale | Viertelfinale | Halbfinale / Trostrunde | Halbfinale / Trostrunde | Finale / Platz 3 | Finale / Platz 3 | Rang |
| Athleten        | Wettbewerb        | Gegner      | Ergebnis | Gegner        | Ergebnis      | Gegner        | Ergebnis      | Gegner        | Ergebnis      | Gegner                  | Ergebnis                | Gegner           | Ergebnis         | Rang |
| --------------- | ----------------- | ----------- | -------- | ------------- | ------------- | ------------- | ------------- | ------------- | ------------- | ----------------------- | ----------------------- | ---------------- | ---------------- | ---- |
| Frauen          |                   |             |          |               |               |               |               |               |               |                         |                         |                  |                  |      |
| Oumaima Bedioui | Klasse bis 48 kg  | Hoàng T. T. | 1s1:0    | —             | —             | S. Boukli     | 0s2:10        | ausgeschieden | ausgeschieden | ausgeschieden           | ausgeschieden           | ausgeschieden    | ausgeschieden    | 9    |
| Sarra Mzougui   | Klasse über 78 kg | R. Nunes    | 0:10     | ausgeschieden | ausgeschieden | ausgeschieden | ausgeschieden | ausgeschieden | ausgeschieden | ausgeschieden           | ausgeschieden           | ausgeschieden    | ausgeschieden    | 17   |

### Kanu
Im Kanurennsport war Tunesien im C1 der Männer vertreten. Der entsprechende Startplatz wurde beim afrikanischen Qualifikationsevent in Abuja gewonnen. Bei der afrikanischen Kanuslalom-Qualifikation in Sainte-Suzanne erreichte Tunesien einen Quotenplatz für den Wettbewerb im K1 der Männer.

#### Kanurennsport
| Athleten          | Wettbewerb | Vorlauf     | Vorlauf | Viertelfinale | Viertelfinale | Halbfinale    | Halbfinale    | A/B-Finale    | A/B-Finale    | Rang |
| Athleten          | Wettbewerb | Zeit        | Rang    | Zeit          | Rang          | Zeit          | Rang          | Zeit          | Rang          | Rang |
| ----------------- | ---------- | ----------- | ------- | ------------- | ------------- | ------------- | ------------- | ------------- | ------------- | ---- |
| Männer            |            |             |         |               |               |               |               |               |               |      |
| Ghailene Khattali | C1 1000 m  | 4:23,05 min | 5       | 4:28,44 min   | 5             | ausgeschieden | ausgeschieden | ausgeschieden | ausgeschieden | 25   |

#### Kanuslalom
| Athleten    | Wettbewerb | Vorlauf  | Vorlauf | Halbfinale    | Halbfinale    | Finale        | Finale        | Rang |
| Athleten    | Wettbewerb | Zeit     | Rang    | Zeit          | Rang          | Zeit          | Rang          | Rang |
| ----------- | ---------- | -------- | ------- | ------------- | ------------- | ------------- | ------------- | ---- |
| Männer      |            |          |         |               |               |               |               |      |
| Salim Jemai | C1         | 128,42 s | 20      | ausgeschieden | ausgeschieden | ausgeschieden | ausgeschieden | 20   |
| Salim Jemai | K1         | 90,03 s  | 17      | 106,68 s      | 17            | ausgeschieden | ausgeschieden | 17   |

Boater-Cross
| Athleten    | Wettbewerb | Zeitfahren | Zeitfahren | Vorrunde | Hoffnungslauf | Vorlauf | Viertelfinale | Halbfinale    | Finale        | Rang |
| Athleten    | Wettbewerb | Zeit       | Rang       | Rang     | Rang          | Rang    | Rang          | Rang          | Rang          | Rang |
| ----------- | ---------- | ---------- | ---------- | -------- | ------------- | ------- | ------------- | ------------- | ------------- | ---- |
| Männer      |            |            |            |          |               |         |               |               |               |      |
| Salim Jemai | K1 Cross   | 68,91 s    | 12         | 2        | —             | 3       | ausgeschieden | ausgeschieden | ausgeschieden | 18   |

### Leichtathletik
Drei tunesische Leichtathleten hatten die Olympianormen des Weltverbandes erreicht.
Laufen und Gehen
| Athleten              | Wettbewerb       | Vorlauf     | Vorlauf | Halbfinale | Halbfinale | Finale        | Finale        | Rang          |
| Athleten              | Wettbewerb       | Zeit        | Rang    | Zeit       | Rang       | Zeit          | Rang          | Rang          |
| --------------------- | ---------------- | ----------- | ------- | ---------- | ---------- | ------------- | ------------- | ------------- |
| Frauen                |                  |             |         |            |            |               |               |               |
| Marwa Bouzayani       | 3000 m Hindernis | 9:10,91 min | 6       | —          | —          | ausgeschieden | ausgeschieden | ausgeschieden |
| Männer                |                  |             |         |            |            |               |               |               |
| Mohamed Amin Jhinaoui | 3000 m Hindernis | 8:25,24 min | 4       | —          | —          | 8:07,73 min   | 4             | 4             |
| Ahmed Jaziri          | 3000 m Hindernis | 8:13,33 min | 5       | —          | —          | 8:08,02 min   | 5             | 5             |

### Ringen
Beim afrikanischen Qualifikationsturnier in Kairo konnten tunesische Ringer Quotenplätze in vier Gewichtsklassen erreichen.

#### Freier Stil
Legende: G = Gewonnen, V = Verloren, S = Schultersieg
| Athleten       | Wettbewerb       | Achtelfinale | Achtelfinale | Viertelfinale | Viertelfinale | Halbfinale    | Halbfinale    | Hoffnungsrunde Halbfinale | Hoffnungsrunde Halbfinale | Hoffnungsrunde Finale | Hoffnungsrunde Finale | Finale        | Finale        | Rang |
| Athleten       | Wettbewerb       | Gegner       | Ergebnis     | Gegner        | Ergebnis      | Gegner        | Ergebnis      | Gegner                    | Ergebnis                  | Gegner                | Ergebnis              | Gegner        | Ergebnis      | Rang |
| -------------- | ---------------- | ------------ | ------------ | ------------- | ------------- | ------------- | ------------- | ------------------------- | ------------------------- | --------------------- | --------------------- | ------------- | ------------- | ---- |
| Frauen         |                  |              |              |               |               |               |               |                           |                           |                       |                       |               |               |      |
| Siwar Bousetta | Klasse bis 62 kg | G. Bullen    | V 2:12       | ausgeschieden | ausgeschieden | ausgeschieden | ausgeschieden | ausgeschieden             | ausgeschieden             | ausgeschieden         | ausgeschieden         | ausgeschieden | ausgeschieden | 13   |
| Zaineb Sghaier | Klasse bis 76 kg | T. Rentería  | V 4:8        | ausgeschieden | ausgeschieden | ausgeschieden | ausgeschieden | ausgeschieden             | ausgeschieden             | ausgeschieden         | ausgeschieden         | ausgeschieden | ausgeschieden | 10   |

#### Griechisch-römischer Stil
Legende: G = Gewonnen, V = Verloren, S = Schultersieg
| Athleten       | Wettbewerb       | Achtelfinale | Achtelfinale | Viertelfinale | Viertelfinale | Halbfinale    | Halbfinale    | Hoffnungsrunde Halbfinale | Hoffnungsrunde Halbfinale | Hoffnungsrunde Finale | Hoffnungsrunde Finale | Finale        | Finale        | Rang |
| Athleten       | Wettbewerb       | Gegner       | Ergebnis     | Gegner        | Ergebnis      | Gegner        | Ergebnis      | Gegner                    | Ergebnis                  | Gegner                | Ergebnis              | Gegner        | Ergebnis      | Rang |
| -------------- | ---------------- | ------------ | ------------ | ------------- | ------------- | ------------- | ------------- | ------------------------- | ------------------------- | --------------------- | --------------------- | ------------- | ------------- | ---- |
| Männer         |                  |              |              |               |               |               |               |                           |                           |                       |                       |               |               |      |
| Souleymen Nasr | Klasse bis 67 kg | M. Sylla     | V 1:1        | ausgeschieden | ausgeschieden | ausgeschieden | ausgeschieden | ausgeschieden             | ausgeschieden             | ausgeschieden         | ausgeschieden         | ausgeschieden | ausgeschieden | 11   |

### Rudern
Bei der afrikanischen Qualifikationsregatta im heimischen Tunis konnten Quotenplätze in zwei Bootsklassen erreicht werden.
| Athleten                     | Wettbewerb                  | Vorlauf     | Vorlauf | Vorlauf       | Hoffnungslauf / Viertelfinale | Hoffnungslauf / Viertelfinale | Hoffnungslauf / Viertelfinale | Halbfinale  | Halbfinale | Halbfinale    | Finale      | Finale | Rang |
| Athleten                     | Wettbewerb                  | Zeit        | Rang    | Qualifikation | Zeit                          | Rang                          | Qualifikation                 | Zeit        | Rang       | Qualifikation | Zeit        | Rang   | Rang |
| ---------------------------- | --------------------------- | ----------- | ------- | ------------- | ----------------------------- | ----------------------------- | ----------------------------- | ----------- | ---------- | ------------- | ----------- | ------ | ---- |
| Frauen                       |                             |             |         |               |                               |                               |                               |             |            |               |             |        |      |
| Khadija Krimi Selma Dhaouadi | Leichtgewichts-Doppelzweier | 7:31,19 min | 5       | Hoffnungslauf | 7:25,21 min                   | 3                             | Halbfinale A/B                | 7:26,39 min | 6          | B-Finale      | 7:21,65 min | 5      | 11   |
| Männer                       |                             |             |         |               |                               |                               |                               |             |            |               |             |        |      |
| Mohamed Taieb                | Einer                       | 7:10,13 min | 5       | Hoffnungslauf | 7:11,57 min                   | 3                             | Halbfinale E/F                | 7:29,64 min | 2          | E-Finale      | 7:00,31 min | 2      | 26   |

### Schießen
Bei den Afrikameisterschaften 2023 in Kairo wurde ein Quotenplatz für den Wettbewerb mit der Luftpistole der Frauen gewonnen.
| Athleten    | Wettbewerb       | Qualifikation   | Qualifikation | Finale          | Finale        | Rang |
| Athleten    | Wettbewerb       | Ringe/ Scheiben | Rang          | Ringe/ Scheiben | Rang          | Rang |
| ----------- | ---------------- | --------------- | ------------- | --------------- | ------------- | ---- |
| Frauen      |                  |                 |               |                 |               |      |
| Olfa Charni | 10 m Luftpistole | 565             | 34            | ausgeschieden   | ausgeschieden | 34   |

### Schwimmen
Zwei tunesische Schwimmer hatten die olympischen Normzeiten des Weltverbandes erreicht. Der amtierende Olympiasieger über 400 Meter Ahmed Hafnaoui hatte zwar die Normzeiten über 400, 800 und 1500 Meter Freistil erreicht, kündigte aber bereits im Vorfeld der Spiele an, nicht in Paris an den Start gehen zu wollen.
| Athleten          | Wettbewerb       | Vorlauf     | Vorlauf | Halbfinale | Halbfinale | Finale        | Finale        | Rang |
| Athleten          | Wettbewerb       | Zeit        | Rang    | Zeit       | Rang       | Zeit          | Rang          | Rang |
| ----------------- | ---------------- | ----------- | ------- | ---------- | ---------- | ------------- | ------------- | ---- |
| Frauen            |                  |             |         |            |            |               |               |      |
| Jamila Boulakbech | 800 m Freistil   | 9:21,38 min | 16      | —          | —          | ausgeschieden | ausgeschieden | 16   |
| Männer            |                  |             |         |            |            |               |               |      |
| Ahmed Jaouadi     | 400 m Freistil   | 3:46,19 min | 9       | —          | —          | ausgeschieden | ausgeschieden | 9    |
| Ahmed Jaouadi     | 800 m Freistil   | 7:42,07 min | 2       | —          | —          | 7:42,83 min   | 4             | 4    |
| Ahmed Jaouadi     | 10 km Freiwasser | —           | —       | —          | —          | DNS           | DNS           | DNS  |

### Taekwondo
Mohamed Khalil Jendoubi qualifizierte sich über die olympische Rangliste des Weltverbandes für die Olympischen Spiele. Beim afrikanischen Qualifikationsturnier in Dakar konnten sich drei weitere Athleten einen Startplatz für Paris erkämpfen.
| Athleten                | Wettbewerb       | Achtelfinale  | Achtelfinale | Viertelfinale | Viertelfinale | Hoffnungsrunde Halbfinale | Hoffnungsrunde Halbfinale | Halbfinale    | Halbfinale    | Hoffnungsrunde Finale | Hoffnungsrunde Finale | Finale         | Finale        | Rang   |
| Athleten                | Wettbewerb       | Gegner        | Ergebnis     | Gegner        | Ergebnis      | Gegner                    | Ergebnis                  | Gegner        | Ergebnis      | Gegner                | Ergebnis              | Gegner         | Ergebnis      | Rang   |
| ----------------------- | ---------------- | ------------- | ------------ | ------------- | ------------- | ------------------------- | ------------------------- | ------------- | ------------- | --------------------- | --------------------- | -------------- | ------------- | ------ |
| Frauen                  |                  |               |              |               |               |                           |                           |               |               |                       |                       |                |               |        |
| Ikram Dhahri            | Klasse bis 49 kg | D. Souza      | 2:1          | L. Stojković  | 1:2           | ausgeschieden             | ausgeschieden             | ausgeschieden | ausgeschieden | ausgeschieden         | ausgeschieden         | ausgeschieden  | ausgeschieden | 9      |
| Chaima Toumi            | Klasse bis 57 kg | F. Dillon     | 2:1          | N. Kiani      | 1:2           | K. Alisadeh               | 0:2                       | ausgeschieden | ausgeschieden | ausgeschieden         | ausgeschieden         | ausgeschieden  | ausgeschieden | 7      |
| Männer                  |                  |               |              |               |               |                           |                           |               |               |                       |                       |                |               |        |
| Mohamed Khalil Jendoubi | Klasse bis 58 kg | L. Korneev    | 2:0          | B. Lewis      | 2:0           | ―                         | ―                         | Park T.-j.    | 0:2           | A. Vicente            | 2:0                   | ausgeschieden  | ausgeschieden | Bronze |
| Firas Katoussi          | Klasse bis 80 kg | L. Sejranovic | 2:0          | E. Hrnic      | 2:0           | ―                         | ―                         | C. Nickolas   | 2:0           | ―                     | ―                     | M. Barkhordari | 2:0           | Gold   |

### Tennis
Als Sieger bei den Afrikaspielen 2023 erhielt Moez Echargui ein persönliches Startrecht für das Einzel der Männer.
| Athleten      | Wettbewerb | 1. Runde | 1. Runde      | 2. Runde      | 2. Runde      | Achtelfinale  | Achtelfinale  | Viertelfinale | Viertelfinale | Halbfinale    | Halbfinale    | Finale / Platz 3 | Finale / Platz 3 | Rang |
| Athleten      | Wettbewerb | Gegner   | Ergebnis      | Gegner        | Ergebnis      | Gegner        | Ergebnis      | Gegner        | Ergebnis      | Gegner        | Ergebnis      | Gegner           | Ergebnis         | Rang |
| ------------- | ---------- | -------- | ------------- | ------------- | ------------- | ------------- | ------------- | ------------- | ------------- | ------------- | ------------- | ---------------- | ---------------- | ---- |
| Männer        |            |          |               |               |               |               |               |               |               |               |               |                  |                  |      |
| Moez Echargui | Einzel     | D. Evans | 2:6, 6:4, 2:6 | ausgeschieden | ausgeschieden | ausgeschieden | ausgeschieden | ausgeschieden | ausgeschieden | ausgeschieden | ausgeschieden | ausgeschieden    | ausgeschieden    | 33   |